# 포항시·영일군·울릉군·영천군
포항시·영일군·울릉군·영천군은 대한민국의 옛 국회의원 선거구이다. 당시 경상북도 포항시, 영일군, 울릉군, 영천군 지역을 관할했다.

## 역사
제9대 국회의원 선거를 앞두고 포항시·울릉군 선거구, 영일군 선거구, 영천군 선거구가 통합되면서 신설되었다.
제11대 국회의원 선거를 앞두고 포항시·영일군·울릉군이 하나의 선거구로 분리되고 영천군은 경산군과 함께 영천군·경산군 선거구를 이루게 됨에 따라 폐지되었다.

## 역대 국회의원
| 선거   | 정당 | 정당       | 1위 의원 | 정당 | 정당   | 2위 의원 |
| ------ | ---- | ---------- | -------- | ---- | ------ | -------- |
| 1973년 |      | 민주공화당 | 정무식   |      | 무소속 | 권오태   |
| 1978년 |      | 무소속     | 권오태   |      | 신민당 | 조규창   |

## 역대 선거 결과

### 대한민국 제9대 국회의원 선거
|  | 35.42% |

|  | 30.08% |

|  | 18.43% |

|  | 16.05% |

### 대한민국 제10대 국회의원 선거
|  | 32.21% |

|  | 29.28% |

|  | 21.36% |

|  | 7.22% |

|  | 6.19% |

|  | 3.72% |